# Quinto Patio
Quinto Patio är en ort i Mexiko.   Den ligger i kommunen Atoyac de Álvarez och delstaten Guerrero, i den södra delen av landet, 290 km sydväst om huvudstaden Mexico City. Quinto Patio ligger 23 meter över havet och antalet invånare är 373.
Terrängen runt Quinto Patio är platt åt sydväst, men åt nordost är den kuperad. Runt Quinto Patio är det ganska glesbefolkat, med 50 invånare per kvadratkilometer. Närmaste större samhälle är Atoyac de Álvarez, 5,2 km norr om Quinto Patio. Omgivningarna runt Quinto Patio är en mosaik av jordbruksmark och naturlig växtlighet.